# Goran Savanović
Goran Savanović (in serbo Горан Савановић?; Banja Luka, 28 agosto 1973) è un ex cestista serbo.

## Palmarès
- Campionato ceco: 2

ČEZ Nymburk: 2005-06, 2006-07
- Coppa di Polonia: 1

Prokom Sopot: 2000
- Coppa della Repubblica Ceca: 1

ČEZ Nymburk: 2007